# Rozmowa z gwiazdą
Rozmowa z gwiazdą – amerykańsko-kanadyjsko-holenderski film dramatyczny z 2007 roku. Jest to remake holenderskiego filmu Theo van Gogha z 2003 roku. Alternatywny polski tytuł Rozmowa z gwiazdą.

## Główne role
- Steve Buscemi jako Pierre Peters
- Sienna Miller jako Cathy
- Michael Buscemi(inne języki) jako Robert Peders
- Tara Elders(inne języki) jako Maggie